# 動物法
動物法規是各國制定有關動物的成文法和判例法。動物法規涉及的對象包括宠物、野生动物、娛樂用動物以及作為食物和研究而饲养的动物。  動物法規的具體內容還包括当動物受到伤害时，谁有权提起诉讼，以及應判處何種刑罰。 